# 柱節表孔珊瑚
柱節表孔珊瑚（学名：Montipora nodosa）为軸孔珊瑚科表孔珊瑚屬下的一个种。